# Rolf Steiner
(Rolf Steiner durante il processo di Karthoum, 1972)
Rolf Franz Heinz Steiner (Monaco di Baviera, 3 gennaio 1933) è un mercenario tedesco, nonché soldato della Legione straniera francese.

## Biografia
Nato a Monaco di Baviera nel 1933 in una famiglia protestante, il padre durante la prima guerra mondiale aveva fatto parte della squadriglia aerea del barone Manfred von Richthofen, conosciuto anche come "Il Barone Rosso", frequentò le scuole cattoliche gesuite di Eichstätt. A sedici anni d'età decise di diventare prete, ma poi l'anno successivo, nel 1950, lasciò il seminario per arruolarsi nella Legione straniera francese a Offenburg. Inquadrato in una unità di paracadutisti fu inviato in Indocina e partecipò all'operazione Mandarino nel 1951. Terminata la guerra, nel 1955 fu rimpatriato in Algeria con il grado di sergente presso il 1º REP. Malato di tubercolosi, fu evacuato a Parigi ove i sanitari gli asportarono un quarto di polmone. Trascorsa la convalescenza al sanatorio militare di Grenoble fu riformato e congedato dalla Legione nel 1959.
Raggiunta nuovamente l'Algeria ritrovò Odette, sua futura compagna, una giovane «Piede nero» (termine che generalmente indica la popolazione di cittadinanza francese ma originaria delle ex colonie), incontrata a un ballo organizzato dalla Legione. Nel 1961, aderì all'OAS e fu responsabile del settore Hussein-Dey Hydra. Arrestato una prima volta dalla polizia francese, fu rilasciato dopo tre giorni di detenzione. Il 5 marzo del 1962, dopo aver partecipato alla «Notte blu», fu nuovamente arrestato perché sorpreso in possesso di una pistola mitragliatrice. Dopo nove mesi di prigione a La Santé, fu rilasciato.
Nel 1967, raggiunse Parigi e frequentò un bar presso l'Etoile, luogo di ritrovo abituale di reduci e mercenari. Ingaggiato da un suo anziano subordinato, nel 1968, prese parte alla guerra del Biafra. Cominciò a servire come mercenario nel gruppo organizzato da Roger Faulques per conto della Francia, che partecipò alla guerra civile nigeriana; conclusa l'operazione comandò i superstiti del gruppo per 9 mesi. In breve tempo creò una propria compagnia di ventura.
Il presidente secessionista del Biafra, Ojukwu, lo nominò maggiore e gli fu accordata la nazionalità biafrana. Arruolando circa 1.000 reclute, formò il 32º Battaglione Commando. Ojukwu lo nominò colonnello e lo incaricò di formare una brigata di commando di 5.000 uomini, con la quale operò poi contro le truppe nigeriane. Espulso dal Biafra, Steiner fu ingaggiato come consulente militare dai ribelli cristiani Anya Nya impegnati nella guerra secessionista nel Sudan meridionale.
Nel 1970, lasciò il Sudan e raggiunse Kampala in Uganda. Arrestato l'8 gennaio del 1971 fu consegnato ai sudanesi. Condannato alla pena di morte poi commutata a vent'anni di reclusione, fu imprigionato e torturato nel carcere di Kober ove trascorrerà tre anni e mezzo prima di essere definitivamente espulso nel 1974, grazie all'intervento del governo della Germania Ovest.

## Decorazioni
Tre volte ferito nella guerra d'Indocina e quattro citazioni al merito.

## Scritti
- Carré rouge: du Biafra au Soudan, le dernier condottiere. R. Laffont, Paris 1976.
- The last Adventurer: from Biafra to the Sudan. Weidenfeld and Nicolson, London 1978, ISBN 0-297-77363-1.
- Meine Zeit in der Fremdenlegion. In: Pallasch. Zeitschrift für Militärgeschichte. Bd. 18 (2014), Heft 50, S. 237–244.